# Komunistyczna Partia Galicji Wschodniej
Komunistyczna Partia Galicji Wschodniej (ukr. Komunistyczna partija Schidnoji Hałyczyny) – partia komunistyczna utworzona w lutym 1919 r. w Stanisławowie. 
Organizacja powstała na bazie utworzonej w 1915 roku Internacjonalistycznej Rewolucyjnej Socjaldemokracji i tzw. borotbiści daleko odbiegający od komunizmu w wydaniu bolszewickim ze względu na tendencje narodowe. Od 1920 sekcja Kominternu. Pierwszym sekretarzem Komitetu Centralnego KPGW był Karło Sawrycz. W 1921 w partii nastąpił rozłam – część członków przeszła do KPRP (kapeerowcy), natomiast część (wasylkowcy) na czele z Osypem Kriłykiem działała nadal samodzielnie przyjmując poglądy narodowo-komunistyczne.
Partia została poddana represjom, na przełomie lat 1922 i 1923 odbył się proces świętojurski, w wyniku którego skazanych zostało 10 działaczy komunistycznych. Po uznaniu 15 marca 1923 przez Radę Ambasadorów suwerenności Polski nad Galicją Wschodnią i po rozszerzeniu działalności na Wołyń, Polesie i część Chełmszczyzny, na polecenie Kominternu przekształciła się w Komunistyczną Partię Zachodniej Ukrainy, od 1925 autonomiczną organizację w składzie KPRP. W 1923 r. Komunistyczna Partia Galicji Wschodniej liczyła 1560 członków.